# Karlstorps socken
Karlstorps socken i Småland ingick i Östra härad (före 1887 även delar i Aspelands härad i Kalmar län), ingår sedan 1971 i Vetlanda kommun i Jönköpings län och motsvarar från 2016 Karlstorps distrikt.
Socknens areal är 115,12 kvadratkilometer, varav land 107,75. År 2000 fanns här 512 invånare. Tätorten Pauliström samt kyrkbyn Karlstorp med sockenkyrkan Karlstorps kyrka ligger i socknen. 

## Administrativ historik
Karlstorps socken har medeltida ursprung.
Till 1887 tillhörde 20 3/4 mantal av socknen till Östra härad medan Karlstorps skate bestående av 17 3/4 mantal hörde till Aspelands härad i Kalmar län: Buskebo, Boanäs, Boaryd, Frukullen, Häggarp, Hässlehult, Harshult, Lixerum, Marholma, Nyebo, Sjöboda, Svenarp, Bjurvik, Bockstad, Flenshult, Fluxerum, Hälleryd, Bölö, Hörtingen, Lövåsen och Sjönäs. Även hemmanet Lavekulla hörde till 1887 till Järeda socken i Aspelands härad.
Vid kommunreformen 1862 övergick socknens ansvar för de kyrkliga frågorna till Karlstorps församling och för de borgerliga frågorna till Karlstorps landskommun. Landskommunen inkorporerades 1952 i Alseda landskommun och uppgick sedan 1971 i Vetlanda kommun. Församlingen uppgick 2010 i Alseda församling.
1 januari 2016 inrättades distriktet Karlstorp, med samma omfattning som församlingen hade 1999/2000.  
Socknen har tillhört samma fögderier och domsagor som Östra härad. De indelta soldaterna tillhörde Kalmar regemente, Aspelands kompani, och Smålands husarregemente, Södra Vedbo skvadron, Hvetlands och överstelöjtnantens livkompanier.

## Geografi
Karlstorps socken ligger vid gränsen mot Kalmar län där i länsgränsen sjön Linden ligger. Socknen består av kuperade skogstrakter med mossar och flera sjöar.
I socknen finns naturreservaten Drags udde bildat 1973 och Sällevadsåns dalgång bildat 1999.

## Fornlämningar
En hällkista och tre gravrösen från bronsåldern är de enda kända fornlämningarna.

## Namnet
Namnet (1300 Kar(rls)thorp), taget från kyrkbyn, innehållet förleden mansnamnet Karl och efterleden torp, nybygge.

## Kända personer från socknen
- Fältmarskalken greve Wilhelm Mauritz Klingspor (från Fluxerum), som ung officer tjänstgjorde han i Frankrike, och blev sedan hög militär under Gustav III samt Gustav IV Adolf. Klingspor blev rikligt belönad med landets finaste utmärkelser, såsom Serafimerorden, Svärdsorden, en av rikets herrar samt greve.
- Konstnären Marcus Larson kom till Karlstorp vid en ålder av 30 efter många år utomlands. Han byggde där en mycket märklig och omtalad ateljé, som tyvärr brann ner.
- Tonsättaren Otto Lindblad som bland annat skrivit musiken till Kungssången ("Ur svenska hjärtans djup en gång") och Längtan till landet ("Vintern rasat ut bland våra fjällar"), har sina rötter i Karlstorp.

### Fotnoter
1. 1 2 3  Svensk Uppslagsbok andra upplagan 1947–1955: Karlstorp socken
2. 1 2  Harlén, Hans; Harlén Eivy (2003). Sverige från A till Ö: geografisk-historisk uppslagsbok. Stockholm: Kommentus. Libris 9337075. ISBN 91-7345-139-8
3. ↑  Kyrkoarkivet för  Karlstorps socken – Nationella arkivdatabasen, Riksarkivet
4. ↑  ”Församlingar”. Statistiska centralbyrån. https://www.scb.se/hitta-statistik/regional-statistik-och-kartor/regionala-indelningar/forsamlingar/. Läst 30 december 2022.
5. ↑  Administrativ historik för Karlstorp socken (Klicka på församlingsposten). Källa: Nationella arkivdatabasen, Riksarkivet.
6. ↑  Indelta soldater, torp och rotar i Jönköpings län Arkiverad 24 januari 2012 hämtat från the Wayback Machine. Jönköpingsbygdens Genealogiska Förening
7. 1 2  Sjögren, Otto (1931). Sverige geografisk beskrivning del 2 Östergötlands, Jönköpings, Kronobergs, Kalmar och Gotlands län. Stockholm: Wahlström & Widstrand. Libris 9939
8. 1 2 3  Nationalencyklopedin
9. ↑  Fornlämningar, Statens historiska museum: Karlstorps socken
10. ↑  Fornminnesregistret, Riksantikvarieämbetet: Karlstorps socken Fornminnen i socknen erhålls på kartan genom att skriva in sockennamn (utan "socken") i "Ange geografiskt område"